# (4501) Eurípilo
(4501) Eurípilo es un asteroide que forma parte de los asteroides troyanos de Júpiter y fue descubierto por Eric Walter Elst desde el Observatorio de La Silla, Chile, el 4 de febrero de 1989.

## Designación y nombre
Eurípilo se designó al principio como 1989 CJ3.
Posteriormente, en 1990, recibió su nombre de Eurípilo, un personaje de la mitología griega.

## Características orbitales
Eurípilo orbita a una distancia media de 5,202 ua del Sol, pudiendo acercarse hasta 4,924 ua y alejarse hasta 5,479 ua. Tiene una inclinación orbital de 8,306 grados y una excentricidad de 0,0533. Emplea en completar una órbita alrededor del Sol 4333 días.

## Características físicas
La magnitud absoluta de Eurípilo es 10,4 y el periodo de rotación de 6,054 horas.